# Walter Kirke
Sir Walter Mervyn St. George Kirke, GCB, CMG, DSO (* 19. Januar 1877; † 2. September 1949) war ein britischer General der British Army, der unter anderem zwischen 1936 und 1939 Generaldirektor der Territorialarmee sowie anschließend von 1939 bis 1940 Oberbefehlshaber der Heimatstreitkräfte war.

## Leben
Walter Mervyn St. George Kirke, Sohn von Oberst St. George Mervyn Kirke, absolvierte nach dem Schulbesuch eine Offiziersausbildung und trat nach deren Abschluss 1896 als Leutnant (Second Lieutenant) in die Royal Artillery ein. In der Folgezeit fand er verschiedene Verwendungen als Offizier und Stabsoffizier, wobei er zeitweilig in Britisch-Indien zum Einsatz kam. Zu Beginn des Ersten Weltkrieges wurde er im Februar 1915 in den Brevet-Rang eines Lieutenant-Colonel ernannt und wurde am 15. Juni 1915 Generalstabsoffizier 1 der in Frankreich eingesetzten Britischen Expeditionsstreitkräfte BEF (British Expeditionary Force). Dort erhielt er am 1. Januar 1917 den Brevet-Rang eines Colonel und war zwischen März und August 1917 Generalstabsoffizier der ebenfalls in Frankreich stationierten 4. Infanteriedivision (4th Infantry Division).
Nach Kriegsende war Kirke als Temporary Brigadier-General vom 22. November 1918 bis zum 17. November 1921 stellvertretender Leiter der Abteilung Militärische Operationen im Kriegsministerium (Deputy Director of Military Operations, War Office). In dieser Verwendung wurde er am 10. August 1920 auch zum Oberst (Colonel) befördert, wobei diese Beförderung auf den 1. Januar 1917 zurückdatiert wurde. Im Anschluss fungierte er zwischen dem 17. November 1921 und April 1924 als Chef des Stabes des Kommandos Aldershot (Aldershot Command). Er erhielt dort am 1. Januar 1924 seine Beförderung zum Generalmajor (Major-General) und war vom 17. Juli 1924 bis zum 30. März 1925 Leiter der britischen Militärmission in Finnland sowie anschließend zwischen 1925 und 1926 Präsident der Interalliierten Militär-Kontrollkommission (IMKK) in Ungarn. Im Anschluss wurde er erneut nach Britisch-Indien versetzt und war dort vom 19. Februar 1926 bis zum 13. Dezember 1929 stellvertretender Chef des Generalstabes der Britisch-Indischen Armee (Deputy Chief General Staff, Army Headquarters India).
Daraufhin übernahm Walter Kirke am 13. Dezember 1929 den Posten als Kommandierender General (General Officer Commanding) der 5. Infanteriedivision (5th Infantry Division) und verblieb in dieser Funktion bis zum 30. September 1931. Auf diesem Posten erfolgte am 30. Juni 1931 auch seine Beförderung zum Generalleutnant (Lieutenant-General). Nachdem er sich zwischen dem 30. September 1931 und dem 13. Mai 1933 mit gekürzter Besoldung (Half-pay) nicht im aktiven Dienst befand, fungierte er zwischen dem 13. Mai 1933 und April 1936 als Oberkommandierender des Heereskommandos West (General Officer Commanding in Chief Western Command). Er wurde als solcher am 1. Januar 1934 zum Knight Commander des Order of the Bath (KCB) geschlagen und führte fortan den Namenszusatz „Sir“.
Danach wurde Kirke am 1. April 1936 als Nachfolger von Generalleutnant Charles Bonham Carter Generaldirektor der Territorialarmee im Kriegsministerium (Director-General of Territorial Army, War Office) und bekleidete diese Funktion bis zum 30. Juni 1939, woraufhin Generalleutnant Douglas Brownrigg seine Nachfolge antrat. Er wurde am 20. April 1936 zum General befördert und am 2. Januar 1939 zum Knight Grand Cross des Order of the Bath erhoben. Des Weiteren fungierte er zwischen dem 12. Oktober 1937 und dem 1. Juli 1940 auch Aide-de-camp von König Georg VI. und war damit einer der Heeresadjutanten des Monarchen. Zuletzt übernahm General Walter Kirke am 1. Juli 1939 zunächst das neu geschaffene Amt des Generalinspekteurs der Heimatverteidigung im Kriegsministerium (Inspector-General of Home Defence, War Office) und fungierte danach vom 3. September 1939 bis zu seiner Ablösung durch General Edmund Ironside am 27. Mai 1940 als Oberbefehlshaber der Heimatstreitkräfte (Commander in Chief Home Forces). Am 1. Juli 1940 schied er aus dem aktiven Militärdienst aus und trat in den Ruhestand.